# Tolteca jalisco
Tolteca jalisco là một loài nhện trong họ Pholcidae. Loài này được phát hiện ở México.